# Adriana Angoa
Adriana Angoa Vega (nacida en la Ciudad de México el 3 de mayo de 1993) es una exboxeadora profesional mexicana.

## Carrera profesional
Ha competido en 4 ocasiones en categoría pluma de cuatro con saldo de cuatro duelos, saliendo victorioso en uno por decisión, perdiendo los restantes.
Debutó profesionalmente el 6 de marzo de 2012, enfrentando a María Elena “La Muñeca” Muñoz.

## Récord profesional en Boxeo
| Resultado | Récord | Rival             | Tipo              | Asalto | Fecha                   | Recinto           | Lugar                    |
| --------- | ------ | ----------------- | ----------------- | ------ | ----------------------- | ----------------- | ------------------------ |
| Derrota   | 1-0-1  | María Elena Muñoz | Decisión Unánime  | 5°     | 6 de marzo de 2012      |                   | México, Distrito Federal |
| Victoria  | 2-1-1  | Paulina Robles    | Decisión Dividida | 12°    | 22 de agosto de 2013    | Parque Marte      | Ciudad de México         |
| Derrota   | 3-1-2  | Ana Ríos          | Nocaut            | 2°     | 16 de noviembre de 2014 | Parque Cuauhtémoc | Puebla                   |
| Derrota   | 4-1-3  | Mariana López     | Decisión Unánime  | 10°    | 8 de octubre de 2015    | Izcalli           | Cuautitlán               |
| Derrota   | 5-1-4  | Roxana Rojas      | Nocaut            | 10°    | 29 de abril de 2016     | Izcalli           | Cuautitlán               |